# HMS G2
HMS G2 – brytyjski okręt podwodny typu G. Zbudowany w latach 1914–1916 w Chatham Dockyard, Chatham. Okręt został wodowany 23 grudnia 1915 roku i rozpoczął służbę w Royal Navy 18 marca 1916. 
W 1916 roku dowodzony przez Lt. Cdr Reginalda B. Darke’a okręt należał do Jedenastej Flotylli Okrętów Podwodnych (11th Submarine Flotilla) stacjonującej w Blyth. W 11 Flotylli okręt pozostał do końca wojny. Jego zadaniem podobnie jak pozostałych okrętów klasy G było patrolowanie akwenów Morza Północnego w poszukiwaniu i zwalczaniu niemieckich U-Bootów.
27 października 1918 roku HMS G2 odebrał sygnał od niemieckiego okrętu podwodnego SM U-78. Po jego zlokalizowaniu załoga HMS G2 storpedowała U-78 w Skagerraku. Cała załoga niemieckiego okrętu wraz z kapitanem Johannem Vollbrechtem zginęła. 
16 stycznia 1920 roku został sprzedany firmie Fryer z Sunderland.